# مناعة خلوية

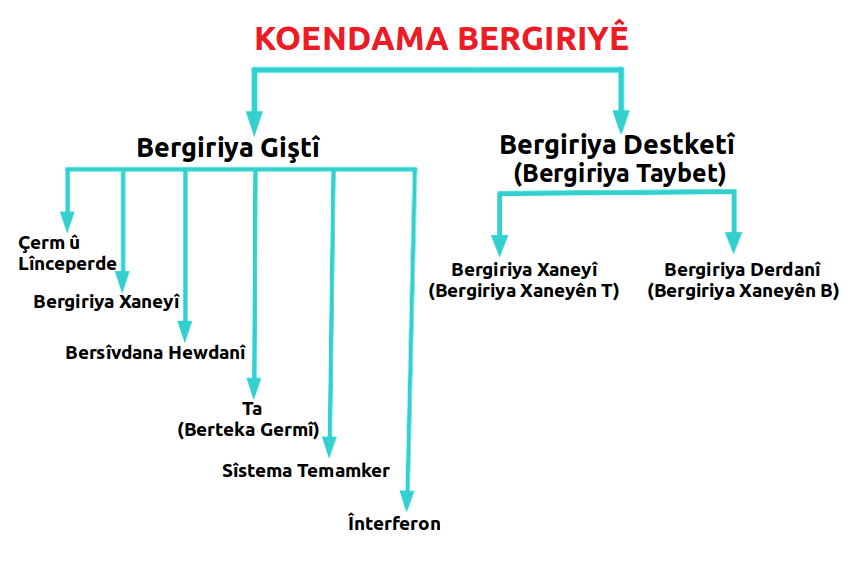

المناعة الخلوية (بالإنجليزية: cell-mediated immunity)‏ (بالإنجليزية: cellular immunity)‏ هي المناعة التي تنتجها اللمفاويات.

## جهاز المناعة
- المناعة الخلوية (cellular immunity)
- مناعة خلطية ( humoral immunity )

## المناعة الخلوية
عبارة عن استجابة مناعية لا تنطوي على الأجسام المضادة و إنما تتضمن الخلايا البالعة و الخلايا القاتلة الطبيعية و خلايا الليمفاوية T التي تفرز سايتوكاينات ( cytokines )منوعة استجابة لمولد الضد .
خلايا T الليمفاوية هي الخلايا ذات الدور الرئيسي في المناعة الخلوية ، و تقوم وظيفتها على التعرف و تدمير خلايا العائل التي تعرضت للكائنات الدقيقة ، و هذه الوظيفة مهمة بشكل كبير لتدمير و إزالة الكائنات الدقيقة المعدية من مثل الفيروسات و الطفيليات و الفطريات و التي تستطيع العيش داخل خلايا العائل مبتعدة بذلك عن مصائد و نشاط الأجسام المضادة . فخلايا T المساعدة تزود حماية ضد مسببات المرض المختلفة أما خلايا T القاتلة فهي تسبب الموت عن طريق apoptosis دون اللجوء إلى السايتوكاينات .

## المناعة الخلوية تحمي الجسم بواسطة
1. تنشيط خلايا T القاتلة التي تكون قادرة على حث عملية الموت المبرمج apoptosis في خلايا الجسم التي أظهرت شيء المحدد من مولد الضد الغريب (epitopes ) على سطحها مثل الخلايا المصابة بالفيروس ، خلايا داخلها بكتريا داخل خلوية و الخلايا السرطانية التي تظهر مولدات ضد ورمية tomer)).
2. ينشط الخلايا البلعمية الكبيرة(macrophages) و خلايا القاتلة الطبيعة(natural kill cells) و تجعلها قادرة على تدمير مسبب المرض (pathogen) .
3. تحفز الخلايا لإفراز السايتوكاينات المتنوعة التي تؤثر بوظيفة الخلايا المتضمنة في كل من المناعة الطبيعية ( innate immunity ) و المناعة المكتسبة ( adaptive immunity ) .